# Melissa Sagemiller
Melissa Sagemiller (Washington D. C., 1 de junio de 1974) es una actriz estadounidense.

## Primeros años
Sagemiller nació en Washington D. C. Es hija de una activista política y un jugador profesional de fútbol americano, que jugó en la NFL para los New York Giants y los Washington Redskins. Asistió al Georgetown Day School. Su entrada en las artes escénicas fue a los 3 años, cuando comenzó a estudiar claqué, ballet, danza jazz y danza moderna. Hizo su debut teatral en To Kill a Mockingbird cuando tenía 9 años, y poco después se convirtió en una asidua de la escena local. Sin embargo, a los 14 años dejó la actuación en segundo plano por el modelaje, luego de ser descubierta por Eileen Ford en una tienda de joyería. Posteriormente dejó el modelaje para cursar una licenciatura en Historia del Arte en la Universidad de Virginia.

## Carrera
Tras graduarse, decidió retornar a la actuación a tiempo completo, e ingresó a estudiar en el Conservatorio Stella Adler, en el Estudio Stonestreet de la Universidad de Nueva York y en el Estudio Michael Howard. En 2010 fue elegida para reemplazar a Paula Patton en Law and Order : Special Victims Unit , como la asistente del fiscal de distrito Gillian Hardwicke. Tras un arco de 10 episodios no consecutivos durante la decimosegunda temporada, no regresó para la siguiente temporada debido a que Diane Neal y Stephanie March comenzaron a alternarse como las asistentes del fiscal para la Unidad de víctimas especiales .
En 2013 ha aparecido en un episodio de Chicago Fire (casualmente del creador de Law and Order : Special Victims Unit) como la detective de inteligencia Julia Willhite. Sagemiller interpreta al mismo personaje pero como personaje regular en Chicago P.D., un spin-off de Chicago Fire que sale al aire durante la temporada televisiva 2013-2014 y sigue a la policía de Chicago.

## Vida personal
En julio de 2006 se comprometió con el actor Alex Nesic, compañero en la serie de televisión Sleeper Cell, después de que él le propuso matrimonio en el sur de Francia. La pareja tiene un hijo nacido en 2010.

## Filmografía

### Cine
| Año  | Película                              | Papel              | Notas                   |
| ---- | ------------------------------------- | ------------------ | ----------------------- |
| 2009 | In Fidelity                           | Nicole/Pamela      |                         |
| 2008 | Phys Ed Trauma Tales                  | Ella misma         | Directamente para video |
| 2008 | Pick Up the Pace: Making Mr. Woodcock | Ella misma         | Directamente para video |
| 2007 | Mr. Woodcock                          | Tracy              |                         |
| 2006 | The Guardian                          | Emily Thomas       |                         |
| 2005 | Life on the Ledge                     | Claire             |                         |
| 2005 | Standing Still                        | Samantha           |                         |
| 2004 | The Clearing                          | Jill Hayes         |                         |
| 2003 | Love Object                           | Lisa Bellmer       |                         |
| 2002 | Sorority Boys                         | Leah               |                         |
| 2001 | Soul Survivors                        | Cassie             |                         |
| 2001 | Get Over It                           | Allison McAllister |                         |

### Televisión
| Año            | Película                          | Papel                                  | Notas                             |
| -------------- | --------------------------------- | -------------------------------------- | --------------------------------- |
| 2009           | Eleventh Hour                     | Sofia Lyons                            | 1 episodio: "Medea"               |
| 2008−2009      | Raising the Bar                   | Michelle Ernhardt                      | Aparición en 25 episodios.        |
| 2005−2006      | Sleeper Cell                      | Gayle Bishop                           | Aparición en 17 episodios.        |
| 2005           | Without a Trace                   | Carmen Kuskowski                       | 1 episodio: "When Darkness Falls" |
| 2000,2010-2011 | Law & Order: Special Victims Unit | Becky Sorenson/A.D.A Gillian Hardwicke | 11 episodios                      |
| 2014           | Person of Interest                | Sandra Nicholson                       | 1 Episodio: "Last Call"           |